# Rafael Zabaleta

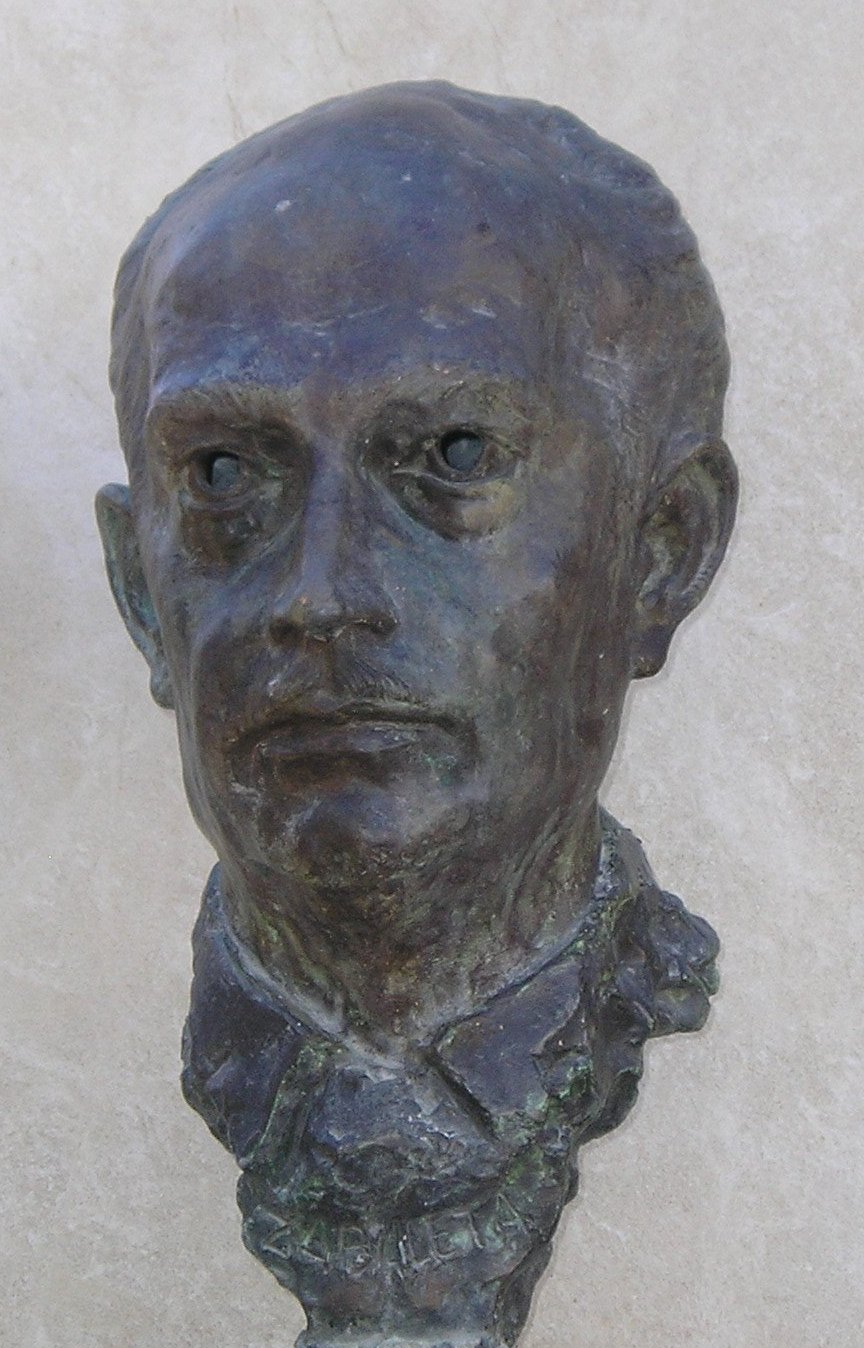
Busto di Rafael Zabaleta Fuentes a Quesada.

Rafael Zabaleta Fuentes (Quesada, 6 novembre 1907 – Quesada, 24 giugno 1960) è stato un pittore spagnolo.

## Biografia
Nacque da una famiglia agiata. Nel 1925 si trasferì a Madrid per studiare nella Escuela Superior de Bellas Artes di San Fernando, dove iniziò una grande amicizia con il pittore di Burgos Modesto Ciruelos. Due anni più tardi, fu nominato Delegado del Tesoro Artístico Nacional.
Alla fine della Guerra Civile, fu denunciato e passò un breve periodo tra il campo di concentramento di Santiago di Calatrava e il carcere di Jaén. In questo periodo gli furono sequestrati una serie di disegni sulla Guerra Civile che aveva iniziato 3 anni prima.
Nei suoi viaggi a Parigi conobbe Picasso e altri pittori spagnoli rilevanti dell'epoca.
Nel 1951 la sua città natale gli concesse il titolo di Hijo Predilecto ("figlio prediletto"). Nel 1960 presentò nel padiglione spagnolo della XXX Biennale di Venezia una serie di 16 quadri e 10 disegni, evento che poi diventerà la sua esposizione più importante.
Il 24 di giugno 1960, morì a Quesada per un'emorragia cerebrale, dopo essere sopravvissuto ad un infarto durante un soggiorno ad Almeria.
Ha illustrato El solitario y los sueños de Quesada, di Camilo José Cela.

## Stile pittorico
Il suo stile varia dall'Espressionismo Sombrío, nei primi periodi, all'Espressionismo Rutilante portato fino a un Postcubismo con influssi picassiani, a partire dal 1950 e che gli conferisce la sua identità.
La collezione più importante delle sue opere si trova nel Museo Zabaleta, nella sua città natale. 
Attualmente i suoi quadri sono esposti nei più prestigiosi musei al mondo (Buenos Aires, New York, Tokyo, Spagna...).
La famiglia Masaveu possiede alcune delle sue opere.

## Opere
- Segador, 1941
- Segadores en la era y Ceres, 1943
- Segadores, 1947
- Romería de Tíscar, 1949
- Campesinas, 1950
- Maternidad, 1952
- Familia campesina, 1957
- Procesión de la Virgen de Tíscar, 1957
- El Sátiro, 1958